# Ариадна (рассказ)
«Ариадна» ― рассказ русского писателя А. П. Чехова, написанный в 1895 году. Опубликован в декабре того же года в журнале «Русская мысль».

## Сюжет
На пути из Одессы к Севастополю, рассказчик на борту парохода встречает человека по имени Иван Шамохин, который рассказывает ему историю о своей любви к женщине, которую звали Ариадна Котлович. Поначалу он был просто ослеплён её красотой, изяществом, оригинальностью, остроумием и интеллектом, для него она являлась воплощением совершенства. Постепенно он приходит к пониманию, что за её блестящей харизмой на самом деле кроются суета и холод. Ей нравилось видеться с Шамохиным, но только потому, что ей доставлял удовольствие тот факт, что привлекательный и добродетельный молодой человек очевидно влюблён в неё. Его попытки вырваться из-под её очарования были тщетными: он полностью находится под влиянием Ариадны. Тем временем сама Ариадна думает о князе Мактуеве, «состоятельном, но совершенно незначительным лицом», которому она когда-то отказала и (как позже оказалось) так и не смогла простить себя за это.
Ариадну тошнит от российской сельской глубинки и её бедности (или то, как она её воспринимает). Она убегает в Европу с Лубковым, женатым человеком. Шамохина раздирает его безнадёжная страсть, но тем не менее он соглашается присоединиться к их паре, остановившейся в Аббации. Путешествуя с Ариадной и Лубковым по Южной Европе, он однажды приходит в полный ужас: женщина, которую он любит, ведёт жизнь, полную лжи, а её единственная мотивация заключается в том, чтобы ей восхищались. В шоке от осознания того, что женщина, которую он любит, и человек, которого он презирает, были любовниками в течение всего их путешествия, Шамохин убегает от них и возвращается к отцу домой. После того, как «неверный» Лубков покидает женщину, Шамохина вновь призывает к себе «покинутая Ариадна». Они становятся физически близки, продолжают путешествие и транжирят деньги, которые Шамохин получает из России, где его отец уже заложил своё поместье два раза.
Позже рассказчик встречает пару в Ялте. Выясняется, что единственной причиной того, что Ариадна вернулась в Россию, было то, что там находился князь Мактуев. Шамохин (практически полностью эмоциональной истощённый) восторженно говорит: «Господи… если у неё наладится с князем, то ведь это значит свобода, я могу уехать тогда в деревню, к отцу!»

## Публикации
Произведение было предназначено к публикации для журнала «Артист», но 13 марта 1895 Вукол Лавров написал Чехову, что этот журнал обанкротился и попросил разрешения опубликовать рассказ в его «Русской мысли». Чехов поначалу колебался. «Думаю, что он не годится для „Русской мысли“. Прочти, пожалуйста, и попроси Виктора Александровича прочесть. Если согласитесь со мной, то возвратите мне рассказ, если не согласитесь, то печатайте его не ранее, как будет напечатан рассказ, который вскорости я пришлю» («Убийство»). Лавров ответил 12 апреля, что рассказ будет напечатан «с удовольствием». Впоследствии он также вспоминал, что Чехов, «ввиду строгости к себе», просил не печатать «Ариадны»: «Мы прочли рассказ и, конечно, не согласились с мнением автора».
Рассказ, впоследствии признанный классическим, получил вялые отзывы современных писателю критиков. Виктор Буренин из газеты Новое время посчитал произведение бессмысленным и неудачным комментарием на «сегодняшние модные идеи».
С незначительными изменениями рассказ был включён Чеховым в девятый том его собрания сочинений, опубликованных Адольфом Марксом в 1899―1901 годах.

## Прототипы героев
В целом, называют как минимум трёх женщин, которые, вероятно, послужили прототипами для главной героини. Юрий Соболев первым нашёл связь между главной героиней рассказа и Ариадной Черец (которая даже носила отчество Григорьевна, как и чеховская Ариадна), являвшейся дочерью инспектора Таганрогской городской гимназии Григория Череца. Красавица, любившая балы и времяпрепровождение в компании мужчин, причиняла большие страдания своему мужу, В. Д. Старову, учителю латыни в той же гимназии, который, в свою очередь, послужил прототипом для Никитина в рассказе «Учитель словесности». По словам А. Дросси, Чехов лично знал Ариадну Черец и был к ней неравнодушен, но симпатизировал и Старову, с которым он несколько раз встречался в 1887 году во время своего визита в Таганрог. Соболев полагал, что Ариадна Черец была также прототипом Маши Шелестовой («Учитель словесности»). Позже исследователи пришли к выводу, что, хотя в «Ариадне» был представлен истинный портрет красавицы Таганрога, «Учитель словесности» имел больше общего с фактической стороной первых лет её семейной жизни.

Прототипом главной героини, возможно, послужила актриса Лидия Яворская

В определённой степени рассказ может рассматриваться как отражение отношений Чехова с Ликой Мизиновой и событий её жизни в 1893—1895 годах. В рассказе героиня, презирающая нерешительность своего робкого жениха, связывается с «опытным» любовником и вместе с ним уезжает за границу в отсутствие Шамохина. Аналогичным образом, в отсутствие Чехова, в Ялте Мизинова влюбилась в Игнатия Потапенко (женатого мужчину, который пользовался успехом у женщин и который «умел их любить», согласно В. Немировичу-Данченко) и вместе с ним отправилась в Европу. Через несколько месяцев она отправила Чехову письмо с досадой на то, что Потапенко «коварно изменил» ей, бросил и «бежал в Россию». Из содержания её письма от 21 сентября Чехов предположил, что она беременна. Некоторые фразы из писем Мизиновой («…не забывайте ту, которую Вы бросили») воспроизводятся Ариадной почти дословно. По-видимому, это явилось причиной тому, что Чехов, который не хотел делать прямых ассоциаций с реальными событиями после скандала, вызванного «Попрыгуньей», сомневался в публикации «Ариадны» в «Русской мысли» и предложил, чтобы Виктор Гольцев (близкий друг Мизиновой и Потапенко) сам решил, подойдёт ли рассказ для журнала.
Между тем, после публикации рассказа в «Русской мысли», в кругу московских друзей Чехова стали распространяться слухи о том, что настоящей женщиной, стоящей за персонажем Ариадны, была не Мизинова, а актриса Лидия Яворская. Журналист Николай Ежов в своём письме от 28 декабря 1895 года писал Чехову, что он «посмеялся над такими заключениями чересчур догадливых читателей». Однако в своих мемуарах на страницах «Исторического вестника», опубликованных в 1909 году, он, воспользовавшись этими слухами, увидел в рассказе «мелочность и злобную мстительность». В 1915 году Ежов повторил свои обвинения в статье об Алексее Суворине. Чеховский мемуарист Александр Лазарев-Грузинский протестовал против таких утверждений, но позже другим критикам пришлось признать, что Яворская (чьи отношения с Чеховым в начале 1890-х годов были описаны как «сложные» мемуаристкой Татьяной Щепкиной-Куперник) была страстной, неискренней Ариадной, единственной мотивацией в жизни которой было достижение личного успеха.
Литературоведы не пришли к единому мнению относительно того, кем мог быть настоящий князь Мактуев. Некоторые называют графа Кочубея, который, как говорили, был покровителем Ариадны Черец, другие указывают на князя Павла Максутова, градоначальника Таганрога в 1876—1882 годах.

## Экранизация
- 1990 — Ариадна / Ariadna (Германия), режиссёр Йохен Рихтер[нем.]